# Suðuroy

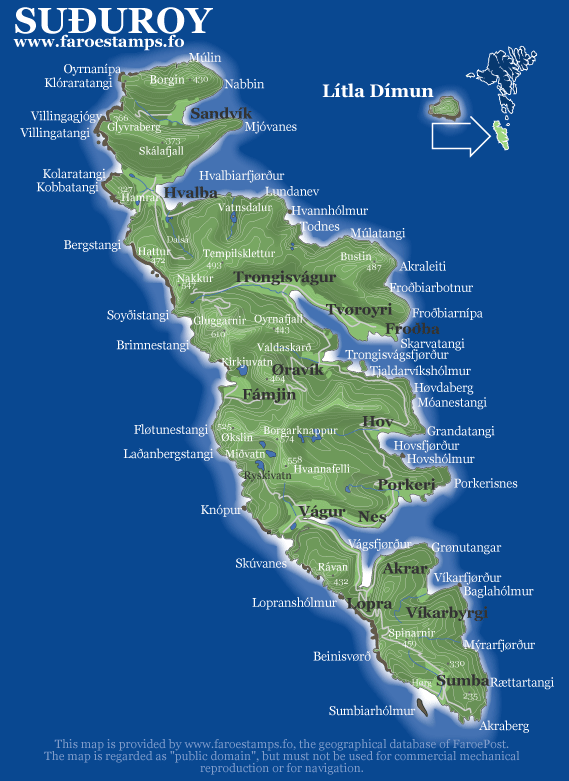
Karta över Suðuroy

Suðuroy (sv. Söderön) är en av öarna som bildar Färöarna. Ön ligger precis som namnet antyder i södra Färöarna och har en total area på 163,7 km², vilket gör den till den Färöarnas fjärde största ö. Suðuroy har totalt 5 041 invånare (2004) varav cirka 2 000 bor i öns huvudort Tvøroyri. Suðuroy har båtförbindelse med Färöarnas huvudstad Tórshavn. 
Öns högsta berg är Gluggarnir som har en högsta punkt på 610 meter över havet, men det mest berömda berget är tveklöst Beinisvørð som ligger väster om byn Sumba. Det vackra Beinisvørð har blivit prisat av den lokala poeten Poul F. Joensen (1899-1970). Suðuroys (och Färöarnas) sydligaste punkt är Akraberg med fyr och radiosändare.

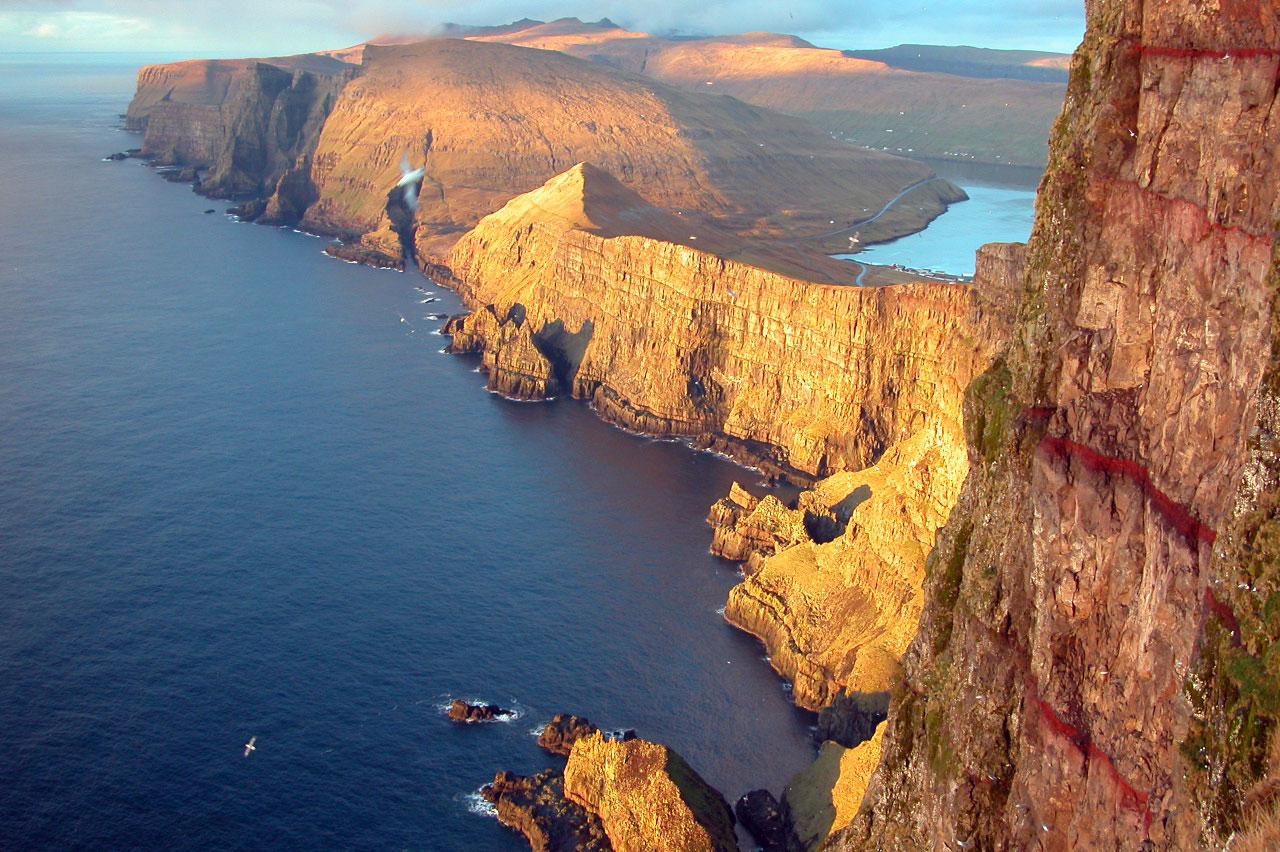
Vy över Suðuroys dramatiska kust. Bilden är tagen från berget Beinisvørð.